# Главное управление казачьих войск Имперского министерства оккупированных восточных территорий
 Главное управление казачьих войск Имперского министерства оккупированных восточных территорий (ГУКВ) — подразделение в составе восточного министерства нацистской Германии, которое выполняло функции верховного органа управления казачьими боевыми частями и массами беженцев.
В различных источниках носит неофициальные названия: «Временное казачье правительство заграницей», «Временное Казачье правительство на чужбине», «Временное казачье правительство в Германии».
После создания ГУКВ всё руководство казаками на территории Германии и подконтрольных ей территориях было сосредоточено в руках популярного в казачьих кругах атамана П. Н. Краснова, а не десятков атаманов с разными политическими взглядами как было до его создания.
Подчинялось руководителю восточного министерства рейхсминистру Альфреду Розенбергу по линии СС.

## История создания и деятельности
С самого начала Великой Отечественной войны отношение руководства гитлеровской Германии к казачьей эмиграции было холодным, немцы предпочитали сотрудничать с так называемыми «подсоветскими» казачьими лидерами. Причиной этому был большой разлад среди эмигрантов и отсутствие единой политической линии. Как писал П. Н. Краснов Е. И. Балабину 7 августа 1942 года:
Пока так же, как и повсюду, немцы в занятых областях России стараются обходиться местными силами без эмиграции, питая к последней, и может быть основательно, недоверие. Эмиграция раскололась на толки и ориентации, а немцам, конечно, нужна только одна ориентация — немецкая.
Однако, в декабре 1942 года был создано некое подобие будущего казачьего правительства под названием «Казачье управление Дона, Кубани и Терека» под руководством немца доктора Н. А. Гимпеля. Чтобы завоевать уважение в казачьей среде Гимпель находился в тесном контакте с генералом П. Н. Красновым. 25 января 1943 года Краснов подписал обращение, в котором призывал всех казаков встать на борьбу с большевизмом. Пётр Краснов к этому времени уже отказался от идеи единой и неделимой России, а выступал за существования казачьего государства под покровительством Германии.
25 апреля 1943 года в свет вышел первый номер журнала «На казачьем посту», главного органа несепаратистского направления казаков-эмигрантов (то есть казаков, выступающих за казачье государство в составе Германии). В этом номере Краснов призвал казачество вступать в немецкую армию и воевать с большевистским режимом до победного конца:
Идите в Германские войска, идите с ними и помните, что в Новой Европе Адольфа Гитлера будет место только тем, кто в грозный и решительный час последней битвы нелицемерно был с ним и Германским народом.
10 ноября 1943 г. доктор Гимпель при участии генерала П. Н. Краснова подготовили «Декларацию германского правительства к казакам», подписанную начальником Штаба Верховного командования вермахта Кейтелем и руководителем Восточного министерства А. Розенбергом. В ней утверждались права, самобытность казаков, неприкосновенность их земель и обещание устроить их жизнь под покровительством Германии.
После обнародования Декларации генералу П. Н. Краснову было предложено возглавить «Временное казачье правительство в Германии». Но Краснов отказался возглавить эту должность, сославшись на то, что все войсковые атаманы должны выбираться Войсковыми кругами и Войсковой радой.
Также большим препятствием в создании казачьего правительства было то, что А. Розенберг первоначально утвердил название «Главное Управление казаков» (нем. Hauptverwaltung der Kosaken), подразумевая руководство только казачьими беженцами, но не боевыми казачьими частями. Однако в 1944 году под давлением обстоятельств Розенберг вернулся к первоначальному предложению Гимпеля и в феврале-марте 1944 года было образовано, а 31 марта 1944 года утверждено Главное управление казачьих войск. 
Создание ГУКВ было согласовано с генералом добровольческих частей вермахта Кёстрингом и командованием вооружённых сил Германии. А. И. Деникин по всей видимости ошибочно считал, что ГУКВ создано приказом генерала Кёстринга.
Территориально ГУКВ находилось в Берлине, с февраля 1945 года Главное управление казачьих войск во главе с П. Н. Красновым передислоцировалось в район Тольмеццо (Италия), а вскоре туда же переехало и Казачье управление Дона, Кубани и Терека.

## Задачи
Главное управление казачьих войск Имперского министерства оккупированных восточных территорий занималось преимущественно казаками, набранными с территории СССР (так называемые «подсоветские казаки»).
Основными функциями ГУКВ являлись:
- вербовка в немецкую армию бывших подсоветских казаков;
- устройство казачьих семейств, стариков и инвалидов;
- отбор казаков из лагерей военнопленных и из «остарбайтеров», а также из частей вермахта и СС.

Проще говоря, ГУКВ должно было переводить всех казаков, находящихся на службе в частях вермахта, СС или находящихся в Германии на положении «остарбайтеров» и военнопленных, в казачьи подразделения вермахта.
Дополнительными функциями ГУКВ являлись:
- подготовка офицерских кадров;
- воспитание молодёжи;
- проверка офицерского и рядового состава на лояльность к фашистскому режиму[3].

Член ГУКВ В. Г. Науменко сформулировал задачу ГУКВ как «сбор и
организация казаков, отошедших с германскими войсками, находящихся в тылу Восточного
фронта и в разных государствах Европы». Главному управлению казачьих войск подчинялся Казачий стан, а командир Стана был одним из заместителей Краснова.
Цитата из официального органа Казачьего управления (Козакен-Ляйтештелле) Дона, Кубани и Терека журнала «Казачьи ведомости»:

Главное Управление Казачьих Войск утверждено Германской Властью и, стало быть, по нашей казачьей морали, установлениям и традиции, является для каждого казака незыблемым авторитетом и законом, поставленным начальством. И, конечно, всякий казак понимает, что языкоблудие по отношению к своему законному руководству — не только оскорбление для всего казачества, но и измена воинской присяге.—  // Казачьи ведомости : журнал. — Берлин: Otto Stollberg Verlag GmbH Buch- und Zeitschriftenverlag, 1945. — 15 января (№ 15—16). — С. 8.

## Состав
Должностной регламент Главного управления казачьих войск выглядел следующим образом: начальник ГУКВ, 3 действительных члена, 3 заместителя действительных членов.
Начальником ГУКВ был назначен генерал П. Н. Краснов.
Действительные члены ГУКВ (походные Атаманы Казачьих Войск Дона, Кубани и Терека, признанные военным командованием Вермахта на Восточном фронте):
1. Походный атаман Войска Донского — полковник С. В. Павлов, организатор и руководитель Казачьего стана (эмигрант 1943 г.).
2. Кубанский войсковой атаман в Зарубежье — генерал-майор В. Г. Науменко (эмигрант 1920 г.).
3. Походный атаман Терского Войска — войсковой старшина Н. Л. Кулаков, находившийся при 6-м Терском казачьем полку 2-й бригады 1-й казачьей кавалерийской дивизии Вермахта (эмигрант 1943 г.).

Походный атаман Кубанского войска отсутствовал, так как объявивший себя Атаманом Войска Кубанского полковник И. И. Белый, оказался самозванцем, был лишён атаманской булавы и отправлен в концентрационный лагерь. На Восточном фронте избирать нового Атамана Войска Кубанского не предполагалось, поэтому доктор Гимпель предложил на его места Атамана Войска Кубанского в Зарубежье В. Г. Науменко.
Заместители действительных членов ГУКВ:
1. Атаман округа Донских станиц Казачьего Стана — войсковой старшина М. М. Ротов (эмигрант 1920 г.).
2. Атаман отдела Кубанских станиц Казачьего Стана — полковник В. И. Лукьяненко (эмигрант 1943 г.).
3. Атаман отдела Терских станиц Казачьего Стана — полковник В. И. Зимин (эмигрант 1920 г.).

Рабочим органом ГУКВ стал штаб, который возглавил племянник П. Н. Краснова — полковник, а впоследствии генерал-майор С. Н. Краснов (по утверждению историка Александрова С. Н. Краснов был троюродным братом П. Н. Краснова, причём их деды имели разных матерей). Должности начальника штаба не было в должностном регламенте ГУКВ, С. Н. Краснов являлся служащим Казачьего управления доктора Гимпеля.
В аппарате штаба ГУКВ работали следующие сотрудники:
- начальник административно-хозяйственного отдела — полковник С. И. Гусев,
- адъютант П. Н. Краснова — войсковой старшина Моргунов,
- офицер для поручений — есаул Р. А. Кузнецов,
- редактор журнала «На Казачьем Посту» — сотник П. Гусев,

а также есаул В. Донсков, хорунжий Авилов, хорунжий Анисимов, профессор Минаев и др.

## Порядок распределения казаков по частям и организациям
Казаков, подходящих для службы в строевых частях, в возрасте от 18 до 35 лет, предписывалось направлять в Берлин, в распоряжение Главного управления Дона, Кубани и Терека при Восточном министерстве. Оттуда они направлялись в запасной полк 1-й казачьей кавалерийской дивизии, где получали назначения вне зависимости от прежних чинов и служебного положения. Для получения унтер-офицерских и офицерских должностей требовалось знание немецкого языка и немецких уставов.
Казаки в возрасте от 35 до 50 лет, годные к военной службе, должны были также направляться в распоряжение Главного управления Восточного министерства для последующего перевода в Казачий Стан.
Казаки старше 50 лет, равно как и негодные к строевой службе в войсковых частях или полиции, направлялись в Главное управление Дона, Кубани и Терека, а через него — в соответствующие войсковые правления Казачьего Стана.
ГУКВ официально не касалось казаков-эмигрантов, но из-за сильной нехватки в казачьих частях квалифицированного командного состава заставляла негласно привлекать на военную службу и казаков эмигрантов.

## Роль доктора Гимпеля в деятельности ГУКВ
Согласно личному утверждению генерала П. Н. Краснова Главное управление казачьих войск восточного министерства являлось Временным казачьим правительством, при котором доктор Н. А. Гимпель был германским послом.
Не один выданный Красновым документ не имел силы без подписи начальника Казачьего управления (нем. Kosaken Leitstelle) Дона, Кубани и Терека Н. А. Гимпеля, который получал инструкции от рейхсминистра восточных оккупированных территорий Альфреда Розенберга.
Доктор Гимпель (по другим данным — доктор Х.) был штатским специалистом, располагался в соседней с начальником штаба ГУКВ комнате, хранил у себя немецкую печать и по словам деятеля Белого движения И. А. Полякова «был первым и главным распорядителем в этом казачьем штабе, являясь бдительным оком и ушами пресловутого „Восточного Министерства“ Розенберга». Также Поляков высказал мнение, что доктор Гимпель являлся главным источником раздувания вражды между П. Н. Красновым и А. А. Власовым.

## Разногласие с А. А. Власовым
С 1943 года Пётр Краснов находился в разногласиях с генералом Власовым, с 1944 года выступил против деятельности власовского Комитета освобождения народов России (КОНР). Суть разногласий заключалась в том, что Краснов выступал за полное уничтожение всего, что создано в России в годы советской власти, за протекторат Германии над казачьими территориями, за возвращение Русской освободительной армии в состав немецкой армии. Власов же выступал за равноправные союзнические отношения с Германией и за сохранение многих порядков, установившихся за годы существования СССР. Казачество Власов расценивал как важный фактор стабильности на юге России, но не как отдельную национальность с претензией на собственное государство.
Также Краснов утверждал, что «Россия погибла безвозвратно» и казачество может существовать только в виде государственного образования под покровительством Германии и под именем «Среднеевропейского казачества». В создании КОНР Краснов усмотрел угрозы казачьим вольностям, обещанным декларацией германского правительства от 10 ноября 1943 года.
Многие казачьи атаманы не поддержали позицию Краснова, а выступили с поддержкой КОНР. 25 ноября 1944 года в Праге состоялось организованное Е. И. Балабиным собрание станичных атаманов «Общеказачьего объединения в Германской империи» и многих влиятельных представителей казачества, на котором приветствовали создание КОНР. Также на этом собрании было решено ходатайствовать о создании при Комитете освобождения народов России своего Управления казачьих войск.
Руководителем Управления казачьих войск КОНР первоначально планировался генерал П. Н. Краснов, так как оставалась надежда, что Краснов договориться с Власовым и примет его условия подчинения казачьих частей руководителю КОНР. Но П. Н. Краснов отказывался от присяги Власову, мотивируя это тем, что казаки уже присягнули Гитлеру. Видя бессмысленность переговоров А. А. Власов в феврале 1945 года отдал приказ о формировании Управления казачьих войск при штабе вооружённых сил Комитета освобождения народов России, независимого от Главного управления казачьих войск П. Н. Краснова, а также Совета казачьих войск, который должен был взять в свои руки всю полноту власти над казачьими формированиями. После этого Краснов обвинил Власова в расколе казаков в смутное время.

## Примечание
1. 1 2 3 4 5  Александров, 1998, с. 188.
2. 1 2 3 4 5 6 7  Крикунов, 2005, с. 61.
3. 1 2 3  Крикунов, 2005, с. 63.
4. 1 2 3 4  Поляков И. А. Краснов-Власов. Воспоминания. — Директ-Медиа, 2019. — 162 с. — ISBN 978-5-4475-5714-0.
5. 1 2 3  Крикунов, 2005, с. 56.
6. ↑  Крикунов, 2005, с. 57.
7. 1 2  Пученков, Романько, Машкевич, 2017, с. 61.
8. ↑  Крикунов, 2005, с. 133.
9. ↑  Ратушняк, 2013, с. 127.
10. 1 2  Пученков, Романько, Машкевич, 2017, с. 248.
11. 1 2  Александров, 1998, с. 189.
12. 1 2  Александров, 1998, с. 190.
13. 1 2  Ленивов, 1970, с. 46.
14. 1 2  Крикунов, 2005, с. 62.
15. ↑  Крикунов, 2005, с. 130.
16. ↑  Крикунов, 2005, с. 67.
17. ↑  Крикунов, 2005, с. 66.
18. ↑  Крикунов, 2005, с. 68.
19. ↑  Крикунов, 2005, с. 70.
20. ↑  Крикунов, 2005, с. 72.